# Leptochoriolaus
Leptochoriolaus is een kevergeslacht uit de familie van de boktorren (Cerambycidae). De wetenschappelijke naam van het geslacht werd voor het eerst geldig gepubliceerd in 1976 door Chemsak & Linsley.

## Soorten
Leptochoriolaus is monotypisch en omvat slechts de volgende soort:
- Leptochoriolaus opacus Chemsak & Linsley, 1976